# Alexandria (Colombie-Britannique)
Pour les articles homonymes, voir Alexandrie (homonymie).
Alexandria est une petite localité située au bord du fleuve Fraser dans la province de Colombie-Britannique au Canada. Elle est située au point le plus au sud sur le Fraser atteint par l'explorateur Alexander Mackenzie en 1793 et a été nommée en son honneur. Alexandria fait partie des lieux historiques nationaux du Canada.